# Manoir du Lieu Hocquart
Le manoir du Lieu Hocquart est une demeure des XVIIe et XVIIIe siècles qui se dresse sur le territoire de la commune française de Beuvron-en-Auge, dans le département du Calvados, en région Normandie. L'édifice est inscrit au titre des monuments historiques.

## Localisation
Le manoir est situé à Beuvron-en-Auge, dans le département français du Calvados.

## Description
Le manoir est daté des XVIIe et XVIIIe siècles.

## Protection
Le manoir est inscrit au titre des monuments historiques par arrêté du 6 octobre 1977.